# Antoine Furetière
Antoine Furetière (París, 28 de diciembre de 1619-ibídem, 14 de mayo de 1688) fue un escritor y becario francés.

## Biografía
Estudió leyes y practicó durante un tiempo como defensor, pero luego de un tiempo se ordenó como religioso y después de varias promociones llegó a ser abad de Chalivoy en la diócesis de Bourges en 1662.
En sus momentos de ocio se dedicó a las letras, y gracias a sus sátiras—Nouvelle Allégorique, ou histoire des derniers troubles arrivés au royaume d'éloquence (1658) y Voyage de Mercure (1653)— fue admitido como miembro de la Academia Francesa en 1662. La Academia se había comprometido a elaborar un diccionario completo de la lengua francesa; y cuando los miembros supieron que Furetière estaba a punto de editar un trabajo de naturaleza similar, interfirieron alegando que lo había hurtado de sus tiendas y que era la Academia quien poseía el privilegio exclusivo de editar tal libro. Después de muchas recriminaciones de ambos lados, fue expulsado de la Academia Francesa en 1685; pero utilizó su sátira, Couches de l'académie (Ámsterdam, 1687) para vengarse.
Su Dictionnaire universel fue publicado de manera póstuma en 1690 (Róterdam, 2 vols.). Fue revisado y mejorado por el jurista protestante Henri Basnage de Beauval (1656–1710), quien publicó su edición (3 vols.) en 1701, y fue sustituida solo por la recopilación conocida como el Dictionnaire de Trévoux (París, 3 vols., 1704; 7.ª ed., 5 vols., 1771), un léxico con el que algunos sacerdotes jesuitas era ocasionalmente asociados y que se basaba fuertemente en el Dictionnaire universel.
Furetière también escribió Le Roman bourgeois (1666), cuyos personajes ridiculizan los romances de moda en esa época de Madeleine de Scudéry y de Gauthier de Costes, señor de Calprenède, y describió la vida diaria de su época, especialmente la profesión de la abogacía. Debido a su semejanza a Le Roman comique, de Paul Scarron (1651, 1657), fue traducido al inglés como El romance de Scarron en la ciudad en 1671. Con un narrador consciente quien comenta sus técnicas y desatiende las convenciones de la novela,  anticipó al  Tristram Shandy de Laurence Sterne de muchas maneras. Una colección Fureteriana apareció en París ocho años después de su muerte.